# Цибанобалка
Цибанобалка — село в Краснодарском крае. Является административным центром Приморского сельского округа в составе муниципального образования город-курорт Анапа.

## География
Село расположено в 8 км к северу от центра Анапы, восточнее курортной зоны Нижнее Джемете.
На дорожных указателях наименование села указано как Цыбанобалка.

## Температура
|              | янв.  | февр. | март | апр.  | май   | июнь  | июль  | авг.  | сент. | окт.  | нояб. | дек. |
| ------------ | ----- | ----- | ---- | ----- | ----- | ----- | ----- | ----- | ----- | ----- | ----- | ---- |
| Максимальная | 5 °C  | 6 °C  | 9 °C | 15 °C | 20 °C | 25 °C | 28 °C | 28 °C | 23 °C | 17 °C | 11 °C | 7 °C |
| Средняя      | 2 °C  | 2 °C  | 5 °C | 11 °C | 16 °C | 20 °C | 23 °C | 23 °C | 18 °C | 13 °C | 7 °C  | 4 °C |
| Минимальная  | −1 °C | −1 °C | 2 °C | 7 °C  | 11 °C | 16 °C | 18 °C | 17 °C | 13 °C | 8 °C  | 4 °C  | 1 °C |

## История
В 1870 году хорунжий Павел Цыбан был награждён земельным участком у ручья Можепсин (с адыгейского — «речная долина с дикими яблонями»). Позже хутору в память о первом хозяине дали имя Цыбанобалка. В официальных документах буква ы была заменена на и.

## Этимология
Название села вероятно происходит от некого Павла Цыбана, которому здесь был подарен участок земли. По другой версии, в основе названия села лежит адыгейское слово цыбанэ, что в переводе означает «колючка». Другими словами, Цыбанобалка можно перевести как «балка Цыбана» или «балка колючек».

## Население
| 2002 | 2010  | 2021  |
| ---- | ----- | ----- |
| 4490 | ↗5370 | ↗7923 |